# Хунде (язык)
Хунде (кихунде) — язык народа хунде, принадлежащий к группе банту нигеро-конголезской семьи языков. Распространен преимущественно на востоке  Демократической Республики Конго в провинции Северное Киву, в областях Масиси и Рутшуру. Другие названия языка — коби и рукоби.